# Straat van Apolima
De Straat van Apolima is een 13 km brede zeestraat, die de twee grootste eilanden van Samoa scheidt, het eiland Savai'i in het noordwesten en het eiland Upolu in het zuidoosten.
In de Straat van Apolima liggen drie kleinere eilandjes, Manono en Apolima die bewoond worden, en het kleine onbewoonde eiland Nu'ulopa.
Manono ligt zo'n 5 km van de westkust van Upolu en Apolima en ligt ongeveer in het midden van de zeestraat. Nu'ulopa in een klein onbewoond eiland, dat omringd is door een natuurlijk zeeschildpaddenhabitat.
De belangrijkste veerbotenroute ligt tussen Mulifanua op Upolu en Salelologa op Savai'i. De overtocht duurt zo'n 90 minuten.

## Fotogalerij

Straat van Apolima
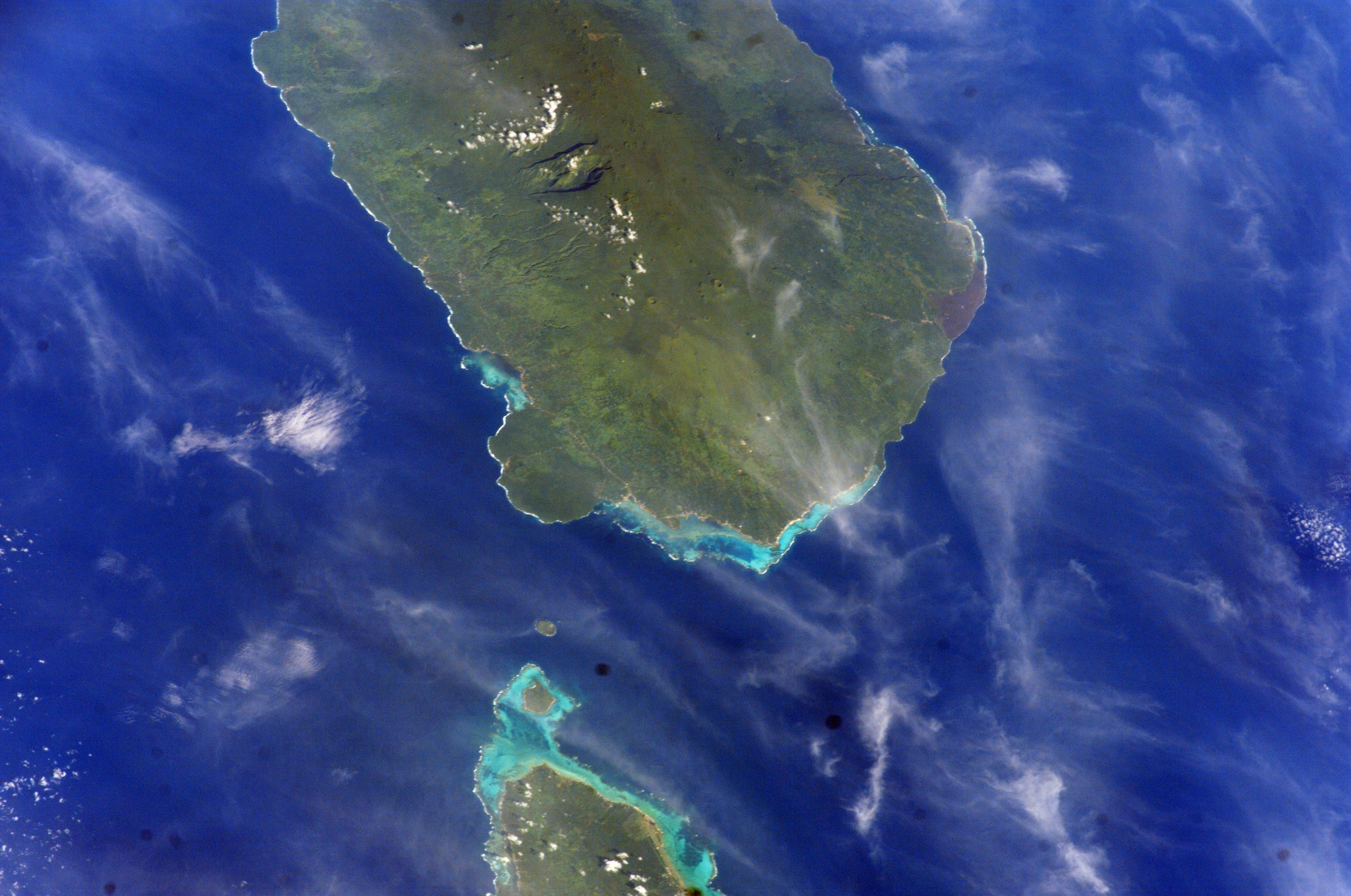
Straat van Apolima, tussen de eilanden Savai'i (boven) en Upolu (beneden).
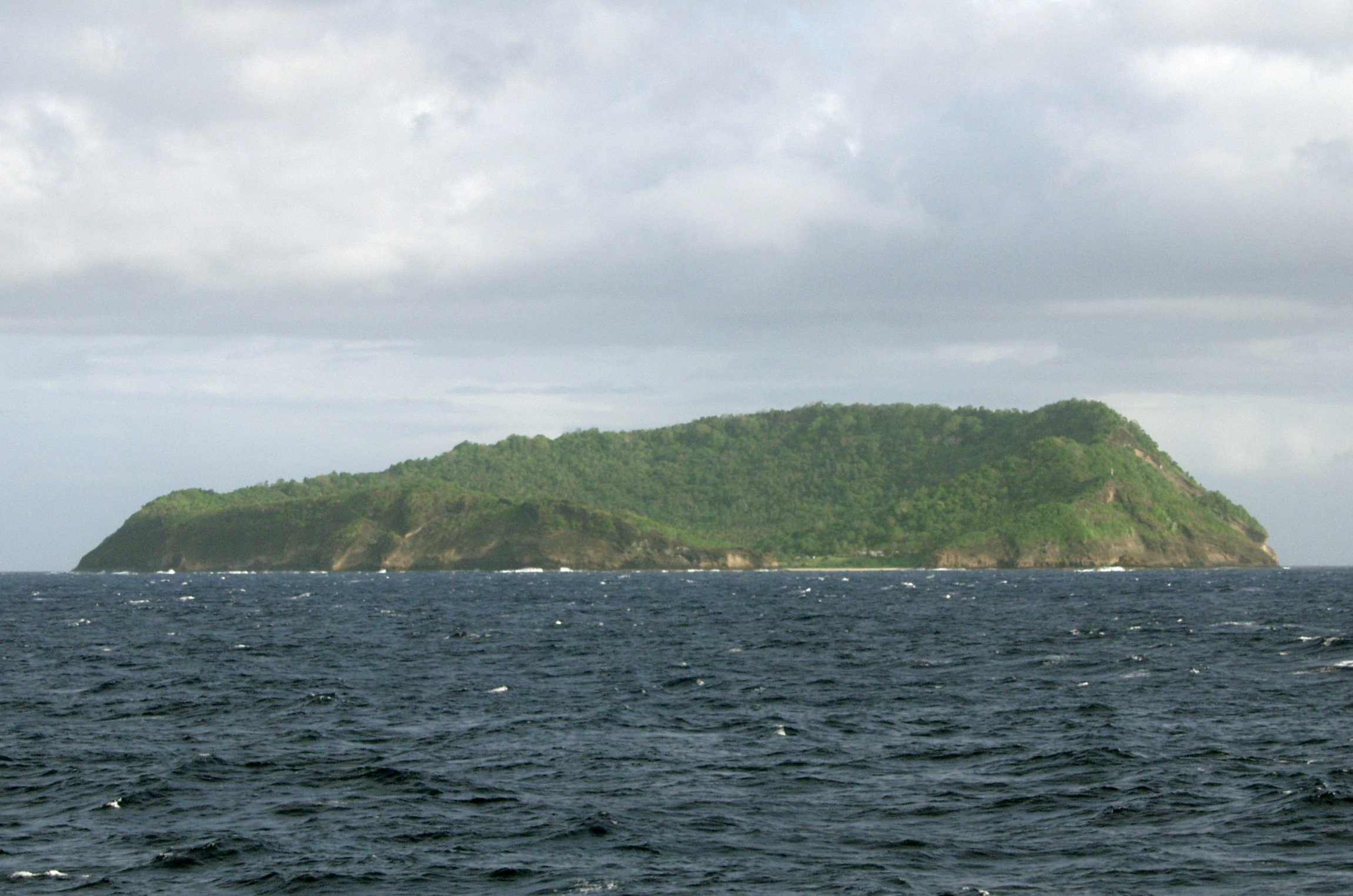
Apolima.
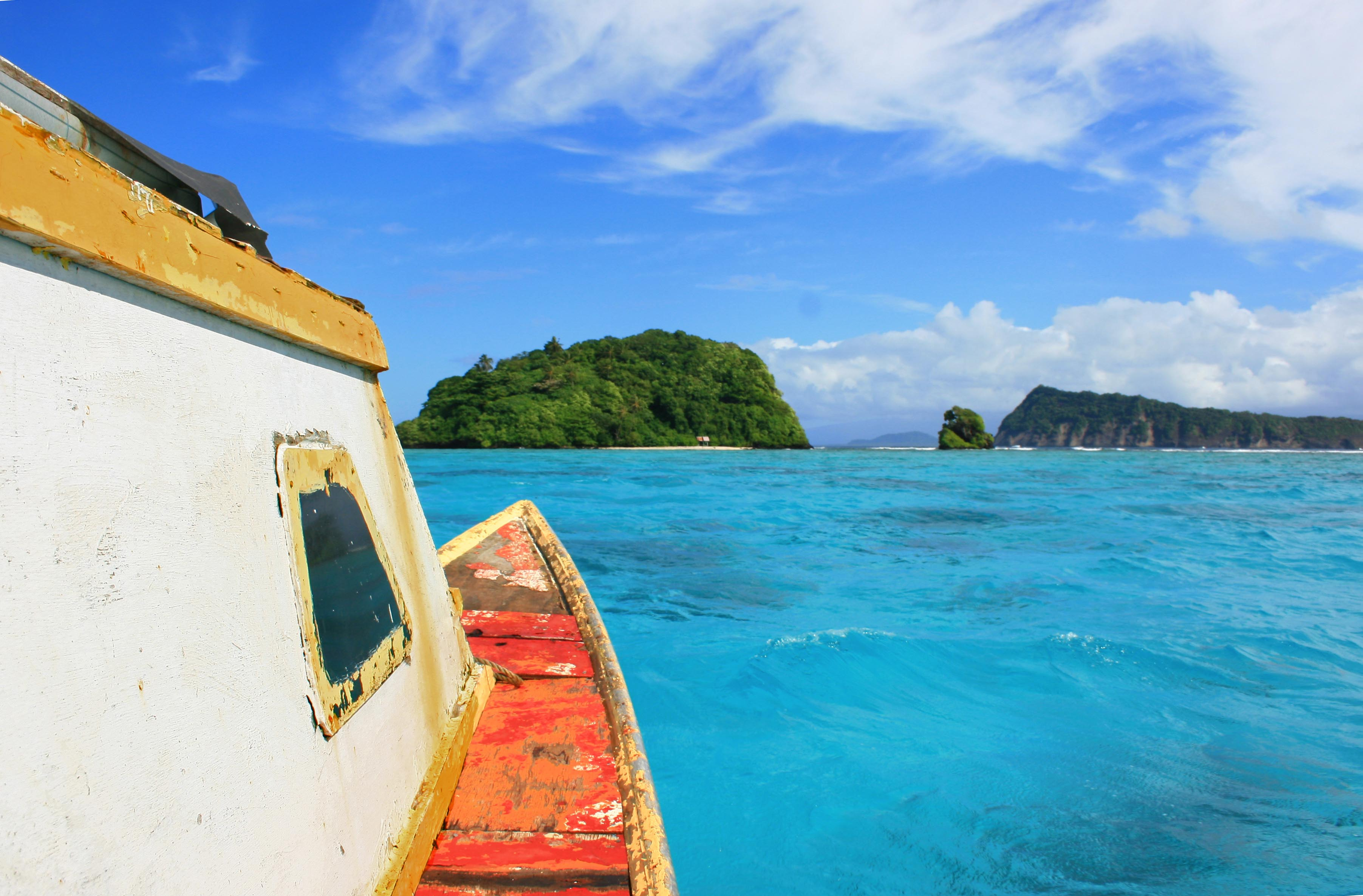
Met een bootje naar het onbewoonde eiland Nu'ulopa (links) met het eiland Apolima (rechts)
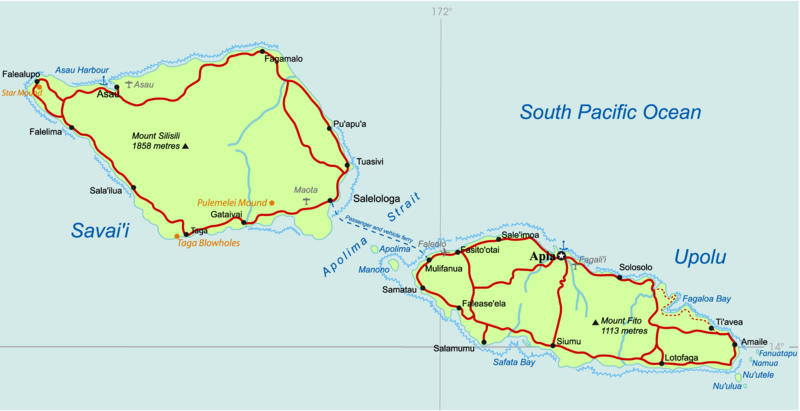
Kaart van Samoa met de Straat van Apolima tussen Upolu (rechts) en Savai'i (links).